# Гран-при Голд-Коста
Nikon Indy 300 — автогоночное соревнование на «машинах с открытыми колёсами», которое проводится на городском кольце в австралийском городе Голд-Кост, штат Квинсленд. Трасса проложена в самом «сердце» города, по улицам центрального района — Серферс-Парадайс.

## Описание
Ранее известно как Gold Coast Indy 300. Японский гигант в производстве фототехники заключил спонсорский контракт в августе 2008-го года. Кольцо длиной 4.47 км содержит несколько быстрых секций и 4 шиканы.

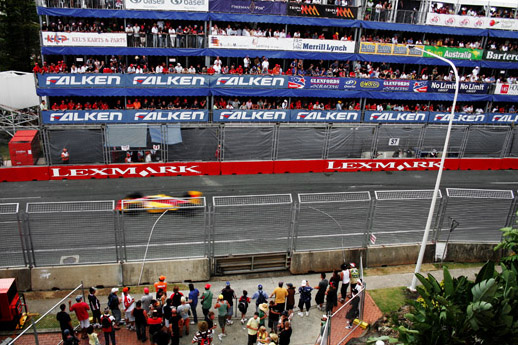
Голд-Кост — 2006 год

Соревнование создано и первоначально проводилось как этап серии CART PPG IndyCar World Series. Первая гонка проведена в 1991 году. После разделения серии в 1996-м на CART и новую серию, названную Indy Racing League (IRL) гонка оставалась в календаре 1-й до самого ликвидации серии в феврале 2008. В 2008-м гонка была проведена как незачётный этап Indy Car, но в календарь-2009 этап уже не был включён ни в каком качестве.
У первых 16 гонок в рамках этого этапа была удивительная особенность — выиграв раз, гонщик не мог потом повторить своё достижение. Наконец в 2007-м трасса покорилась кому-то во второй раз: Себастьен Бурде добавил к своему триумфу 2005-го года вторую победу.
В качестве гонок поддержки уик-энд включает множество популярных австралийских автогоночных серий, включая V8 Supercars и Кубок Porsche Carrera. C 2002-го года гонка в Голд-Косте включена в календарь гонок, идущих в зачёт серии V8 Supercars.

## Победители гонок предыдущих лет
| Сезон | Дата       | Победитель          | Болид                            | Команда                        | Статья |
| ----- | ---------- | ------------------- | -------------------------------- | ------------------------------ | ------ |
| 1991  | 17 марта   | Джон Андретти       | Lola T91/00 Chevrolet-Ilmor A    | Hall/VDS Racing                | Статья |
| 1992  | 22 марта   | Эмерсон Фиттипальди | Penske PC21-92 Chevrolet-Ilmor B | Penske Racing                  | Статья |
| 1993  | 21 марта   | Найджелл Мэнселл    | Lola T93/06 Ford XB Cosworth     | Newman/Haas Racing             | Статья |
| 1994  | 20 марта   | Майкл Андретти      | Reynard 94I Ford XB Cosworth     | Chip Ganassi Racing            | Статья |
| 1995  | 19 марта   | Пол Трейси          | Lola T95/00 Ford XB Cosworth     | Newman/Haas Racing             | Статья |
| 1996  | 31 марта   | Джимми Вассер       | Reynard 96I Honda                | Chip Ganassi Racing            | Статья |
| 1997  | 6 апреля   | Скотт Пруэтт        | Reynard 97I Ford XD Cosworth     | Patrick Racing                 | Статья |
| 1998  | 18 октября | Алекс Занарди       | Reynard 98I Honda                | Chip Ganassi Racing            | Статья |
| 1999  | 17 октября | Дарио Франкитти     | Reynard 99I Honda                | Team Green                     | Статья |
| 2000  | 15 октября | Адриан Фернандес    | Reynard 2KI Ford-Cosworth        | Patrick Racing                 | Статья |
| 2001  | 28 октября | Кристиано да Матта  | Lola B01/00 Toyota               | Newman/Haas Racing             | Статья |
| 2002  | 27 октября | Марио Домингес      | Lola B02/00 Ford-Cosworth        | Herdez Competition             | Статья |
| 2003  | 26 октября | Райан Хантер-Рей    | Reynard 02I Ford-Cosworth        | American Spirit Team Johansson | Статья |
| 2004  | 24 октября | Бруно Жункейра      | Lola B02/00 Ford-Cosworth        | Newman/Haas Racing             | Статья |
| 2005  | 23 октября | Себастьен Бурде     | Lola B02/00 Ford-Cosworth        | Newman/Haas Racing             | Статья |
| 2006  | 22 октября | Нельсон Филипп      | Lola B02/00 Ford-Cosworth        | CTE-HVM Racing                 | Статья |
| 2007  | 21 октября | Себастьен Бурде     | Panoz DP01 Cosworth              | Newman/Haas/Lanigan Racing     | Статья |
| 2008  | 26 октября | Райан Бриско        | Dallara IR8 Honda                | Penske Racing                  | Статья |